# Bicqueley
Bicqueley est une commune française située dans le département de Meurthe-et-Moselle en région Grand Est.

## Géographie
Le village de Bicqueley, de type village-rue (zonage cadastral AB), est situé à quelques kilomètres au sud-est de Toul dans la basse vallée de la Bouvade (qui prend sa source à Crézilles), juste en amont du confluent de cette rivière avec la Moselle.
Le ban communal, d'une superficie de 1 682 hectares, est globalement de la forme d'un triangle dont l'un des côtés (ouest) est limité par la route départementale 674 (Toul - Colombey-les-Belles), le sud s'étendant jusqu'à l'affluence du ruisseau Le Poisson avec la Bouvade. L'Est de la commune est bordé de massifs forestiers (zonage cadastral OD, OF) partagés avec les communes d'Ochey et Pierre-la-Treiche, ce dernier village délimite le nord de Bicqueley.

Bicqueley (ban communal).

Ce massif boisé est traversé (du sud au nord) par le ruisseau de l'Arot (parfois orthographié Larot et Arrot) qui se jette dans la Moselle.
L'altitude moyenne du territoire communal est de 220 mètres environ.
| Toul    | Pierre-la-Treiche | Pierre-la-Treiche |
| Gye     | Bicqueley         | Sexey-aux-Forges  |
| Moutrot |                   | Ochey             |

### Hydrographie
La commune est dans le bassin versant du Rhin au sein du bassin Rhin-Meuse. Elle est drainée par la Bouvade, la Moselle, le ruisseau de Chaudeau, le ruisseau de la Queue, le ruisseau de l'Arot, le ruisseau de Poisson, le ruisseau des Étangs et le ruisseau des Ormes,.
La Bouvade, d'une longueur de 20 km, prend sa source dans la commune de Bagneux et se jette  dans la Moselle sur la commune, après avoir traversé sept communes. 

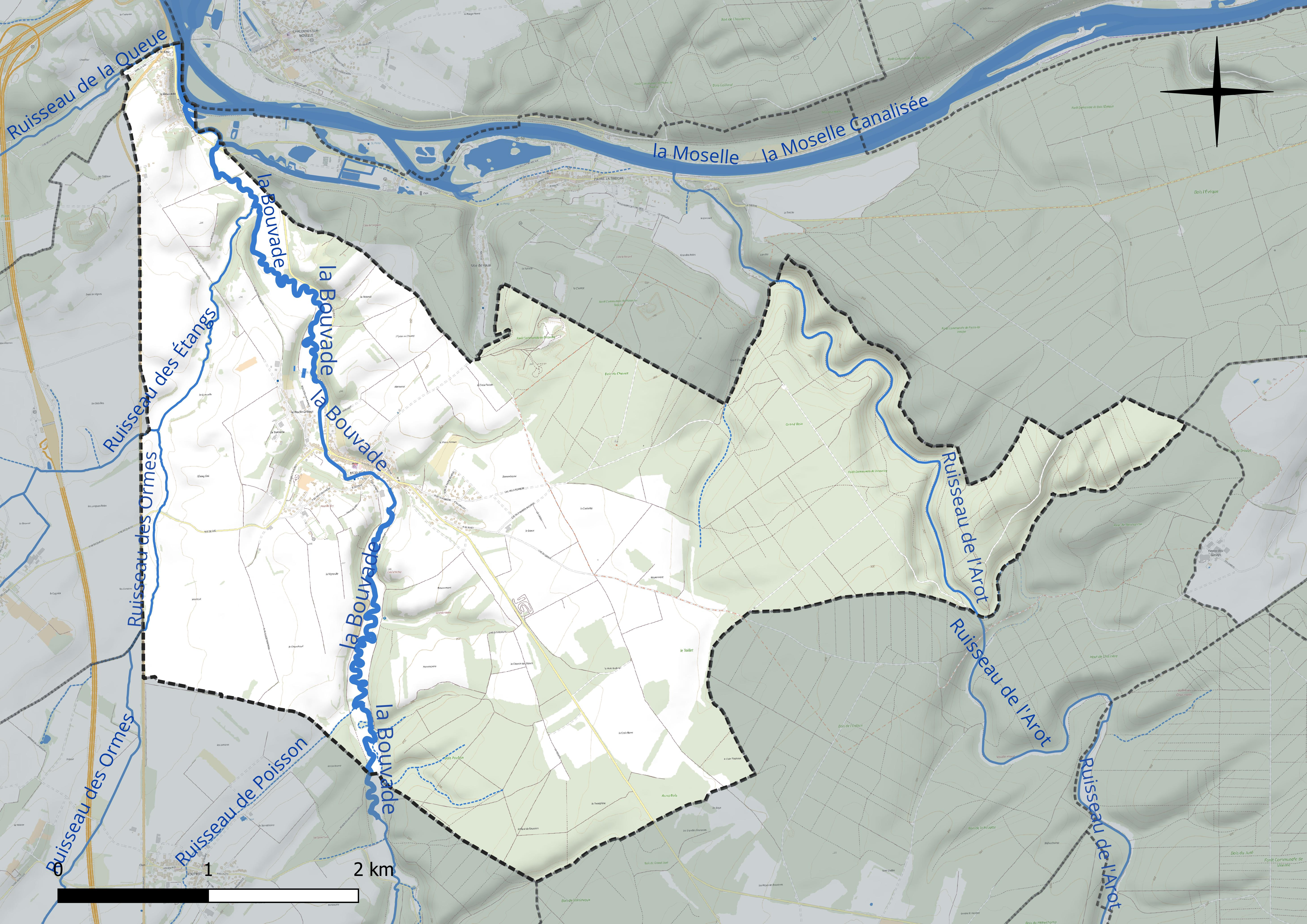
Réseau hydrographique de Bicqueley.

La Moselle, d'une longueur totale de 560 kilomètres dont 314 kilomètres en France, prend sa source dans le massif des Vosges au col de Bussang et se jette dans le Rhin à Coblence en Allemagne. Les caractéristiques hydrologiques de la Moselle sont données par la station hydrologique située sur la commune de Toul. Le débit moyen mensuel est de 62,3 m3/s. Le débit moyen journalier maximum est de 1 110 m3/s, atteint lors de la crue du 10 avril 1983. Le débit instantané maximal est quant à lui de 1 190 m3/s, atteint le même jour.
L'Arot, d'une longueur de 17 km, prend sa source dans la commune de Thélod et se jette  dans la Moselle à Pierre-la-Treiche, après avoir traversé sept communes. 

### Climat
Pour des articles plus généraux, voir Climat du Grand Est et Climat de Meurthe-et-Moselle.
En 2010, le climat de la commune est de type climat des marges montargnardes, selon une étude du Centre national de la recherche scientifique s'appuyant sur une série de données couvrant la période 1971-2000. En 2020, Météo-France publie une typologie des climats de la France métropolitaine dans laquelle la commune est dans une zone de transition entre le climat océanique altéré et le climat océanique altéré et est dans la région climatique  Lorraine, plateau de Langres, Morvan, caractérisée par un hiver rude (1,5 °C), des vents modérés et des brouillards fréquents en automne et hiver. 
Pour la période 1971-2000, la température annuelle moyenne est de 9,7 °C, avec une amplitude thermique annuelle de 16,8 °C. Le cumul annuel moyen de précipitations est de 838 mm, avec 12,5 jours de précipitations en janvier et 9,3 jours en juillet. Pour la période 1991-2020, la température moyenne annuelle observée sur la station météorologique de Météo-France la plus proche, « Nancy-Ochey », sur la commune d'Ochey à 5 km à vol d'oiseau, est de 10,5 °C et le cumul annuel moyen de précipitations est de 810,4 mm. 
La température maximale relevée sur cette station est de 39,6 °C, atteinte le 25 juillet 2019 ; la température minimale est de −19,1 °C, atteinte le 12 janvier 1987,,. 
Les paramètres climatiques de la commune ont été estimés pour le milieu du siècle (2041-2070) selon différents scénarios d'émission de gaz à effet de serre à partir des nouvelles projections climatiques de référence DRIAS-2020. Ils sont consultables sur un site dédié publié par Météo-France en novembre 2022.

## Urbanisme

### Typologie
Au 1er janvier 2024, Bicqueley est catégorisée bourg rural, selon la nouvelle grille communale de densité à sept niveaux définie par l'Insee en 2022.
Elle est située hors unité urbaine. Par ailleurs la commune fait partie de l'aire d'attraction de Nancy, dont elle est une commune de la couronne,. Cette aire, qui regroupe 353 communes, est catégorisée dans les aires de 200 000 à moins de 700 000 habitants,.

### Occupation des sols
L'occupation des sols de la commune, telle qu'elle ressort de la base de données européenne d’occupation biophysique des sols Corine Land Cover (CLC), est marquée par l'importance des territoires agricoles (55,2 % en 2018), en diminution par rapport à 1990 (56,5 %). La répartition détaillée en 2018 est la suivante : forêts (40,7 %), terres arables (29 %), prairies (15,3 %), zones agricoles hétérogènes (10,8 %), zones urbanisées (3,6 %), eaux continentales (0,3 %), milieux à végétation arbustive et/ou herbacée (0,2 %). L'évolution de l’occupation des sols de la commune et de ses infrastructures peut être observée sur les différentes représentations cartographiques du territoire : la carte de Cassini (XVIIIe siècle), la carte d'état-major (1820-1866) et les cartes ou photos aériennes de l'IGN pour la période actuelle (1950 à aujourd'hui).

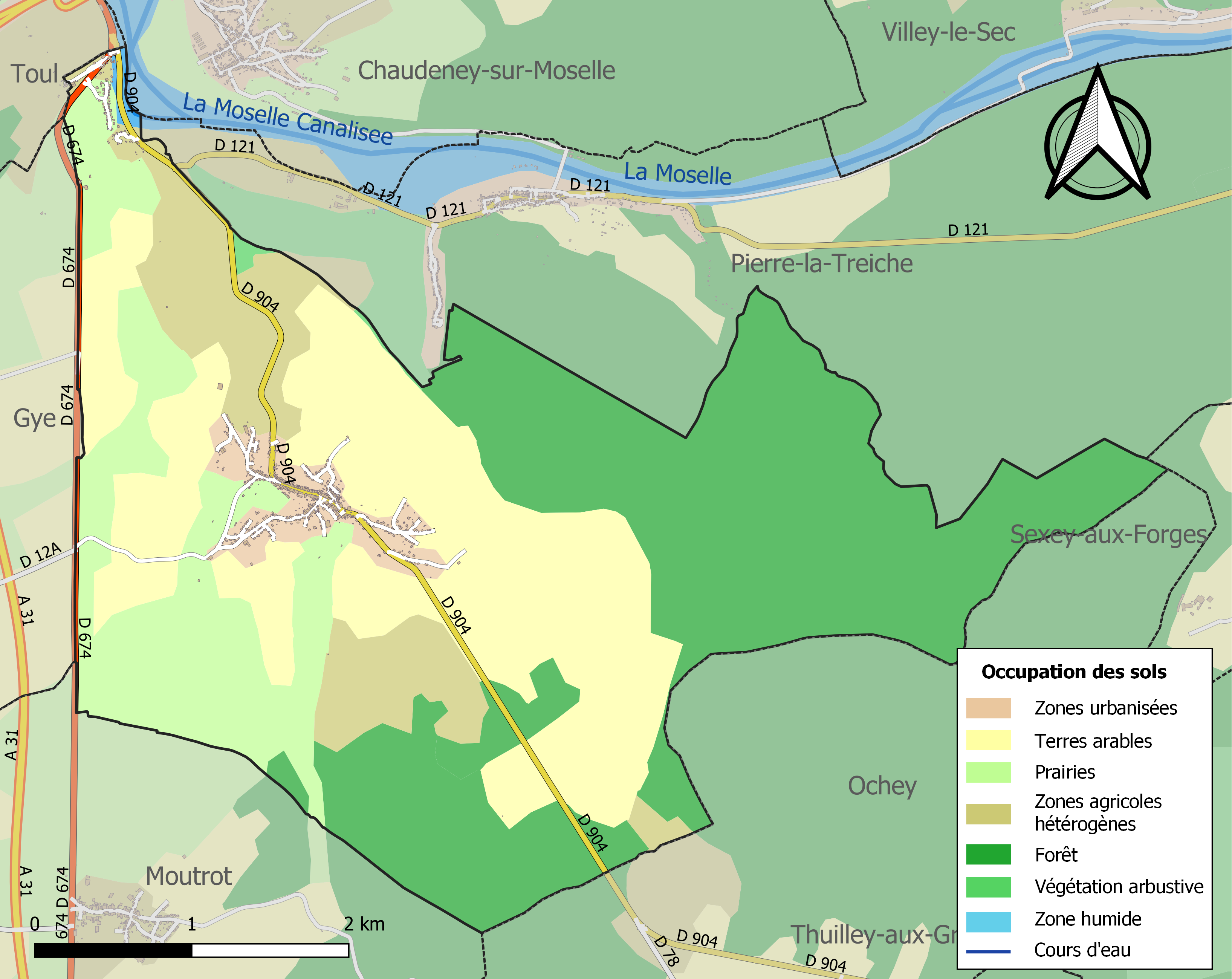
Carte des infrastructures et de l'occupation des sols de la commune en 2018 (CLC).

## Toponymie
Anciennes mentions : Buculiaco en 922-962, Bucculiacum au Xe siècle (Hist. épiscopale de Toul), Buchuliacum (sans date), Bucheleium en 1127-1168, Buchaillei en 1184 (charte de l'abbaye de Clairlieu), Bicquilley en 1607.
Le toponyme est formé de l'anthroponyme latin Bucculius et du suffixe gallo-romain -acum, formation typique de l'Antiquité tardive et de l'époque mérovingienne.

## Histoire

### Origines
Au lieu-dit « Trait de la Meix », la carte archéologique de la Gaule indique la découverte de vestiges d'habitations et tuiles à rebords trahissant une possible présence gallo-romaine.  Vers 1860, découverte d'un vase antique, dans une propriété dépendant du château.
Jules Beaupré indique dans son répertoire archéologique : 
 Le chemin de grande communication de Toul à Colombey s'appelle encore La voie romaine. Elle reliait Langres à Toul par Neufchâteau.  Il existe  un vieux chemin, pavé en pierres debout, dit Vieille route, séparant le ban de Bicqueley de celui de Pierre-la-treiche, suivant une direction parallèle à la route n° 3, et à 1,500 mètres au Nord. Un chemin Charlemagne relie Bicqueley à la vieille route, dans la direction de Toul. Une ancienne voie dite Chemin de Charmes-la-Côte semble prolonger le Chemin Brabant.

La toponymie des cartes modernes mentionne encore une rue de la voie romaine 48° 37′ 49″ N, 5° 54′ 20″ E, mais les chemins ruraux dits chemin de Charlemagne et chemin Brabant, n’apparaissent que sur d'anciennes feuilles cadastrales.

### Époque moderne
Bicqueley subit régulièrement des inondations. Dans la nuit du 3 au 4 mai 2013, une crue exceptionnelle de la Bouvade a inondé le village. Selon un rapport du BRGM, cette inondation hors normes s'explique par une hauteur importante de la nappe souterraine dans le réseau karstique cette année-là, cumulée à une pluviométrie élevée mais non exceptionnelle. L'état de catastrophe naturelle a été reconnu par arrêté du ministère de l'Intérieur du 21 janvier 2014.

## Politique et administration
| Période                                  | Période                   | Identité                                      | Étiquette | Qualité                  |
| ---------------------------------------- | ------------------------- | --------------------------------------------- | --------- | ------------------------ |
| Les données manquantes sont à compléter. |                           |                                               |           |                          |
| 1971                                     | 1977                      | Vagnier                                       | SE        | Instituteur              |
| 1977                                     | 1977                      | Lorrain                                       | SE        | Coopérateur              |
| 1977                                     | 1995                      | Narcisse Pasqualin                            | SE        | Militaire et agriculteur |
| 1995                                     | 2005                      | Jean Degrese                                  | SE        | Retraité commercial      |
| 2005                                     | mars 2008                 | Eric Nachtsheim                               | SE        | Technicien supérieur     |
| mars 2008                                | En cours (au 26 mai 2020) | André Fontana, Réélu pour le mandat 2020-2026 |           | Ancien cadre             |

## Population et société

### Démographie
L'évolution du nombre d'habitants est connue à travers les recensements de la population effectués dans la commune depuis 1793. Pour les communes de moins de 10 000 habitants, une enquête de recensement portant sur toute la population est réalisée tous les cinq ans, les populations de référence des années intermédiaires étant quant à elles estimées par interpolation ou extrapolation. Pour la commune, le premier recensement exhaustif entrant dans le cadre du nouveau dispositif a été réalisé en 2004.

En 2022, la commune comptait 927 habitants, en évolution de +3,69 % par rapport à 2016 (Meurthe-et-Moselle : −0,13 %, France hors Mayotte : +2,11 %).
| 1793 | 1800 | 1806 | 1821 | 1831 | 1836 | 1841 | 1846 | 1851 |
| ---- | ---- | ---- | ---- | ---- | ---- | ---- | ---- | ---- |
| 446  | 448  | 531  | 512  | 543  | 668  | 640  | 643  | 660  |

| 1856 | 1861 | 1872 | 1876 | 1881 | 1886 | 1891 | 1896 | 1901 |
| ---- | ---- | ---- | ---- | ---- | ---- | ---- | ---- | ---- |
| 608  | 671  | 585  | 621  | 630  | 670  | 665  | 642  | 711  |

| 1906 | 1911 | 1921 | 1926 | 1931 | 1936 | 1946 | 1954 | 1962 |
| ---- | ---- | ---- | ---- | ---- | ---- | ---- | ---- | ---- |
| 705  | 648  | 498  | 489  | 479  | 524  | 521  | 483  | 523  |

| 1968 | 1975 | 1982 | 1990 | 1999 | 2004 | 2006 | 2009 | 2014 |
| ---- | ---- | ---- | ---- | ---- | ---- | ---- | ---- | ---- |
| 513  | 542  | 681  | 797  | 792  | 856  | 883  | 927  | 911  |

| 2019 | 2022 | - | - | - | - | - | - | - |
| ---- | ---- | - | - | - | - | - | - | - |
| 918  | 927  | - | - | - | - | - | - | - |

## Économie
E. Grosse  indique, en 1836, dans son dictionnaire statistique, quelques chiffres économiques : 
«Surface territ. 1 722 hect., dont 813 en terres labourables, 607 en forêts et 87 en vignes peu renommées» (cf. carte historique du vignoble lorrain).

### Secteur primaire ouAgriculture
Le secteur primaire comprend, outre les exploitations agricoles et les élevages, les établissements liés à l’exploitation de la forêt et les pêcheurs.
D'après le recensement agricole 2010 du Ministère de l'agriculture (Agreste), la commune de Bicqueley était majoritairement orientée sur la polyculture et le poly-élevage (auparavant production de céréales et d'oléagineux) sur une surface agricole utilisée d'environ 224 hectares (inférieure à la surface cultivable communale) en baisse depuis 1988 - Le cheptel en unité de gros bétail s'est faiblement réduit de 169 à 155 entre 1988 et 2010. Il n'y avait plus que 4 exploitations agricoles ayant leur siège dans la commune employant 5 unités de travail (10 en 1988).

## Culture locale et patrimoine

### Lieux et monuments
- Vestiges de voie romaine.
- Château reconstruit au XVIIIe siècle avec colombier, édifice inscrit au titre des monuments historiques depuis 2012[40].
- Deux ponts XVIIe siècle  sur le ruisseau des Bouvades.
- Fontaine de la Deuille, à la frontière avec Ochey.
- Église Saint-Martin XVIIIe siècle  : autel, grille de communion, chaire de chêne sculpté.
- Chapelle Notre-Dame-de-Gare-le-Col XIIIe siècle, construite à l'emplacement de l'autel rural Notre-Dame-des-Misères.

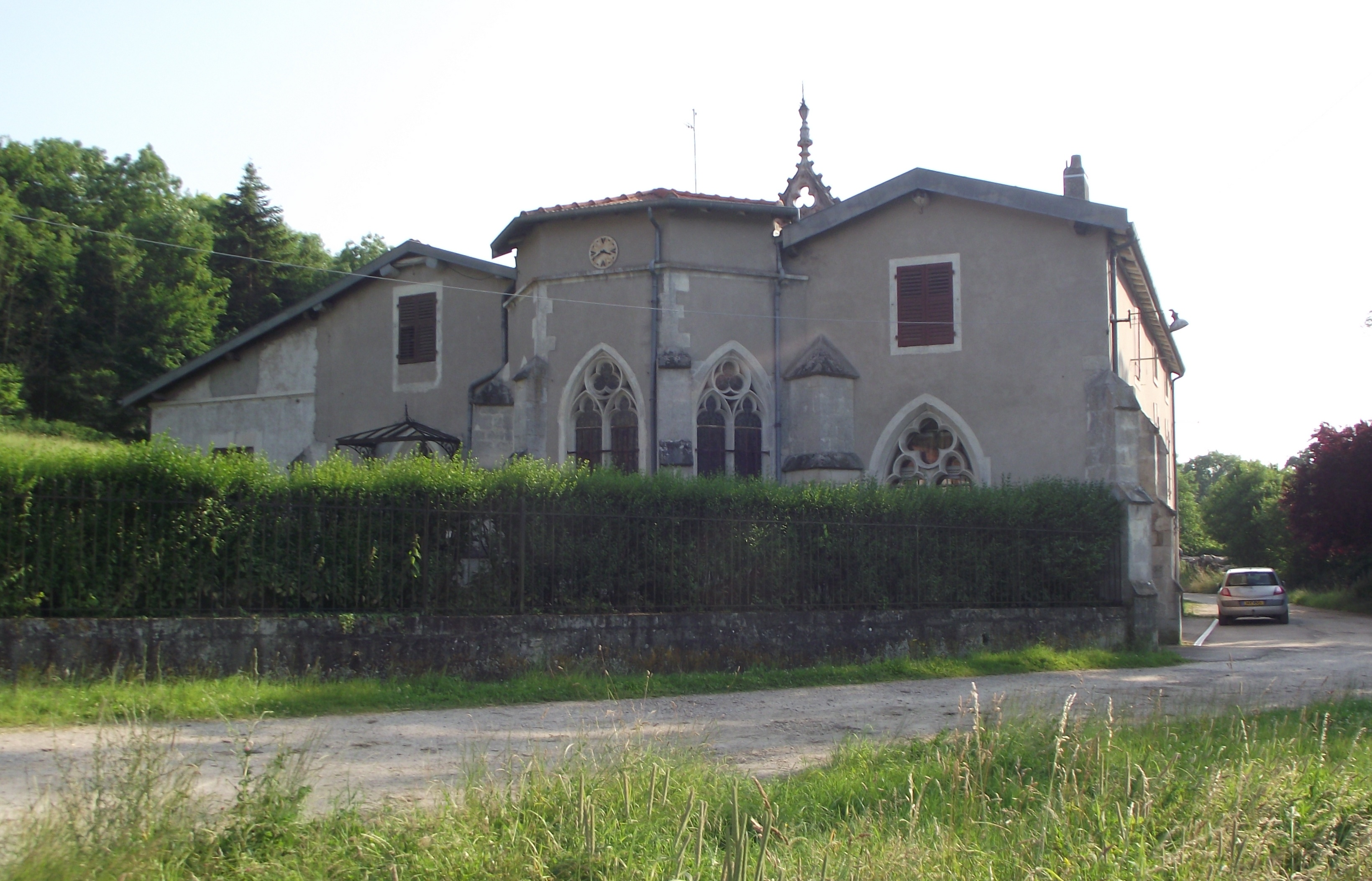
Chapelle Notre-Dame-de-Gare-le-Col.
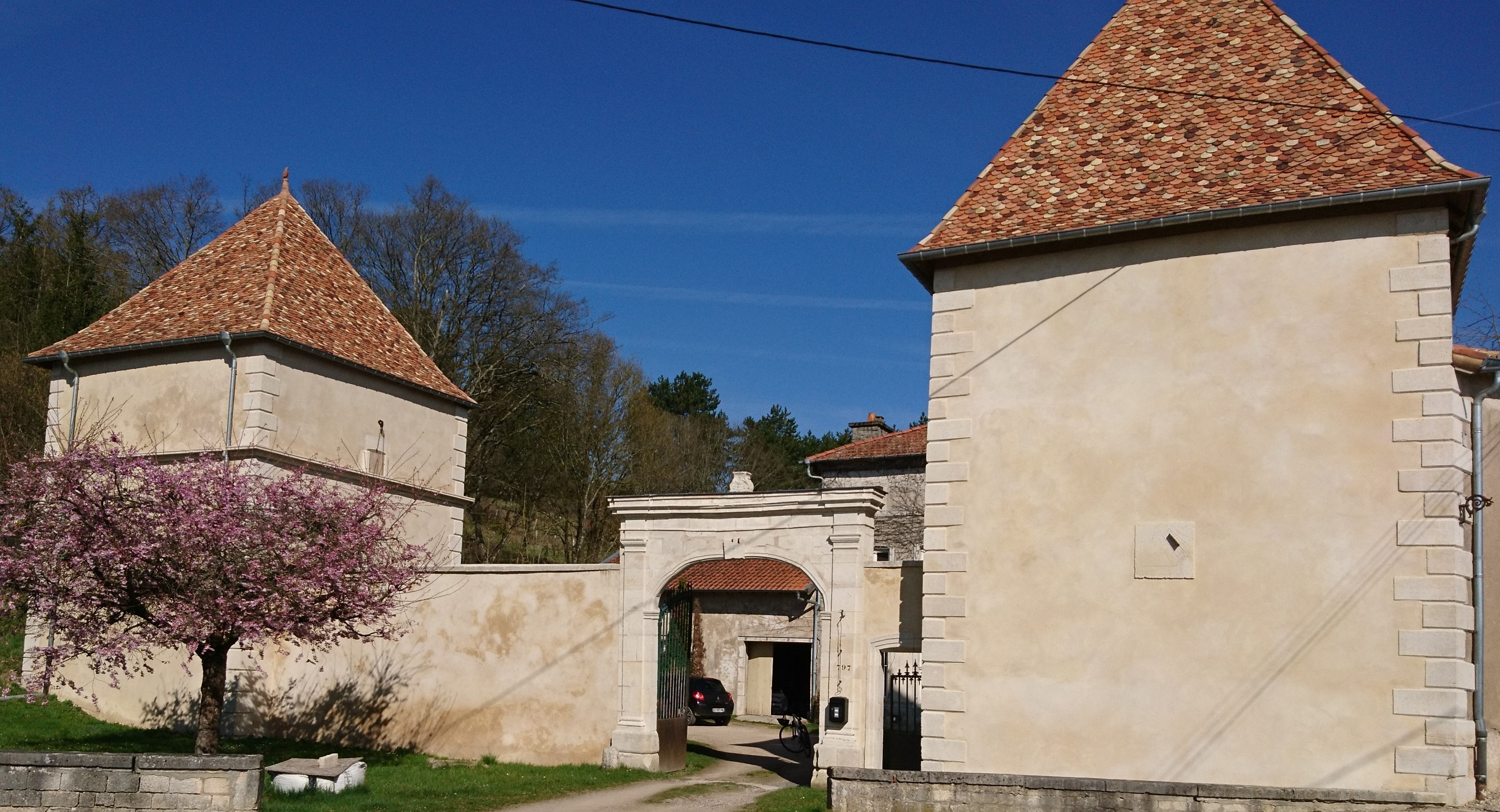
Château de Bicqueley.
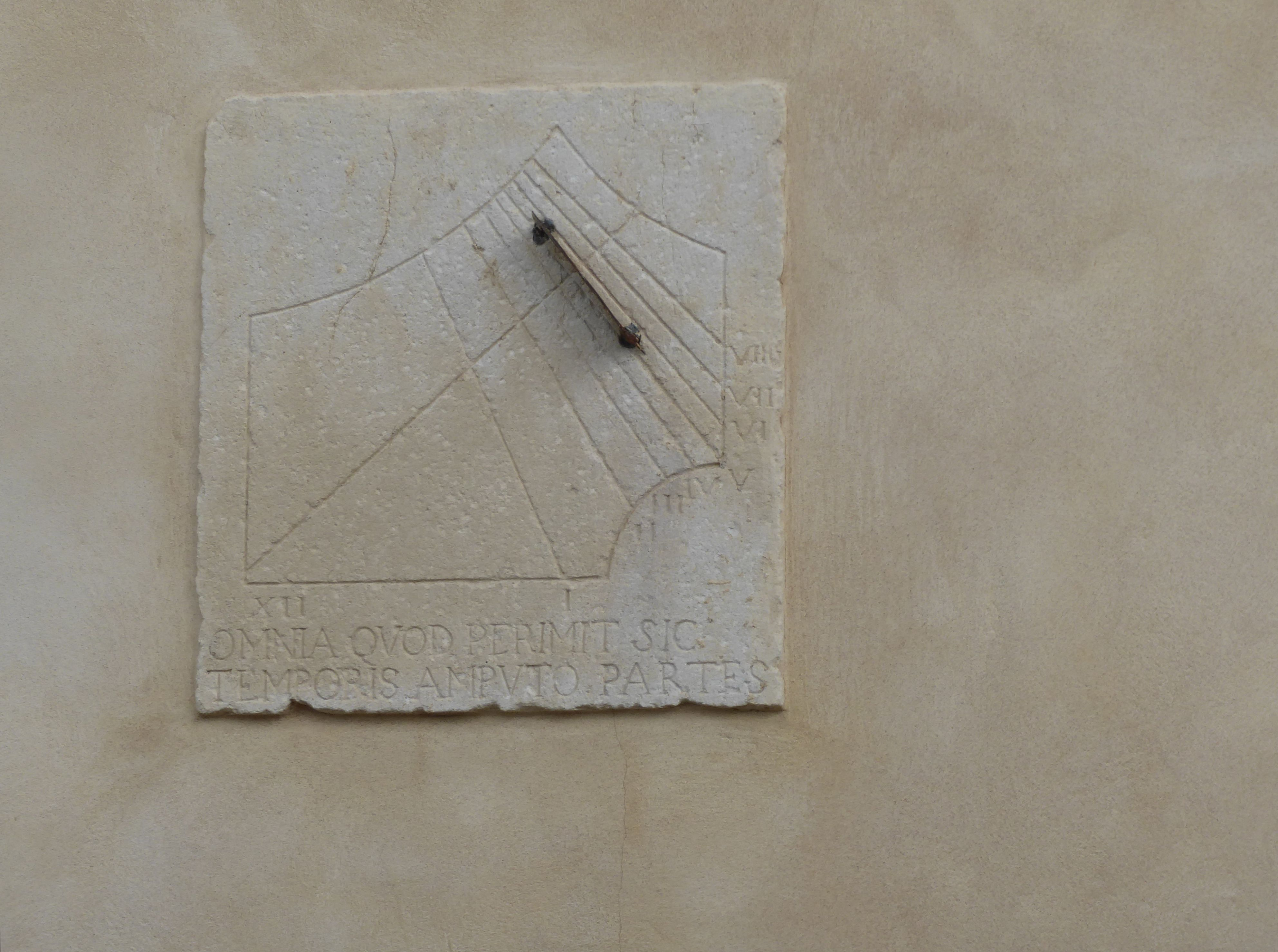
Cadran solaire du château.

#### Circuit de randonnée pédestre
L'association Les Sentiers des Deuilles, adhérent de la Fédération française de randonnée pédestre, a développé un circuit sur le territoire communal :
- Circuit de la Bouvade (15 km).

### Personnalités liées à la commune
- Nicolas François de Neufchâteau (1750-1828), homme politique, magistrat, poète et agronome, a tenu des réunions dites « illicites » à Bicqueley les 6 et 13 août 1789 avec 45 délégués du Toulois, pour faire adopter la création de milices communales et de « greniers d'abondance » (stocks de céréales pour éviter la spéculation et la disette)[42].

### Héraldique
| Blason de Bicqueley | Blason  | D'azur à la crosse épiscopale de l'évêque de Toul d'or, adextrée d'une grappe de raisin feuillée brochant sur un tonneau et senestrée d'une faucille brochant sur trois épis de blé rangés en fasce, le tout du même.                         |
| Blason de Bicqueley | Détails | La crosse épiscopale rappelle que Bicqueley était terre de la principauté épiscopale de Toul. La grappe de raisin et la faucille évoquent les richesses du pays : la vigne et l'agriculture. Ce blason est adopté par la commune depuis 1979. |